# Max Gaede
Max Gaede (29 november 1871 - 27 oktober 1946) was een Duits ingenieur en entomoloog van internationale faam die honderden nieuwe vlindersoorten voor de wetenschap beschreef, voornamelijk Afrikaanse Noctuidae.
Hij werd in 1899 lid van de Internationaler Entomologischer Verein. 
Veel vlindersoorten zijn naar hem vernoemd, waaronder:
- Antheua gaedei Kiriakoff, 1962
- Astyloneura gaedei Alberti, 1957
- Athetis gaedei Berio, 1955
- Bocula gaedei Draudt, 1950
- Callyna gaedei Hacker & Fibiger, 2006
- Eutelia gaedei Hacker & Fibiger, 2006
- Hypocala gaedei Berio, 1955
- Ochropleura gaedei Berio, 1972
- Ozarba gaedei Berio, 1940
- Pheosiopsis gaedei Schintlmeister, 1989
- Planctogystia gaedei Schoorl, 1990
- Zamarada gaedei D. S. Fletcher, 1974
- Zekelita gaedei Lödl, 1999

## Publicaties
Enkele publicaties van Max Gaede:
- 1914. Astyloneura trefurthi n. sp. Internationale entomologische Zeitschrift 8: 127, fig.
- 1915. Neue afrikanische Heteroceren des Berliner Zoologischen Museums. Internationale entomologische Zeitschrift 9: 73.
- 1915. Neue afrikanische Heteroceren des Berliner Zoologischen Museums. Deutsche Entomologische Zeitschrift Iris 29: 101-122.
- 1915. Lepidoptera von Herrn P.Range im Nama-Land. Deutsche Entomologische Zeitschrift Iris 29: 144-148.
- 1916. Neue und wenig bekannte Lepidoptera Heteroceren des Berliner Zoologischen Museums. Stettiner Entomologische Zeitung 77: p. 114.
- 1916. Die äthiopischen Thyrididen nach dem Material des Berliner Zoologischen Museums. Mitteilungen aus dem Zoologischen Museum in Berlin. 28 cm. 8. bd., 3. hft.:355-384.
- 1916. Neue Lepidopteren des Berliner Zoologischen Museums Vol. 3; Vol. 8 de Mitteilungen aus dem Zoologischen Museum in Berlin, Zoologisches Museum (Berlin). Editor: Friedländer, 1-17.
- 1917. Alte und neue Arten der Noctuiden-Gattung Hyblaea. Deutsche Entomologische Zeitschrift Vol.: 1916-1917: 23-29.
- 1917. Neue Lepidopteren des Berliner Zoologischen Museums. Deutsche Entomologische Zeitschrift Iris 30:204.
- 1922. Striglina scitaria Wlkr. und verwandte Arten (Lepid., Thyrididen). Deutsche entomologische Zeitschrift. Vol. 1922 (1): 26-35.
- 1923. Entomologische Rundschau 40: 28.
- 1925. Arctiiden-Studien (Lep.). Neue und wenig bekannte Arctiiden des Zoologischen Museums Berlin. Mitteilungen aus dem Zoologischen Museum in Berlin. 11: 233-251.
- 1925. Liphyra grandis und extensa. (Lep. Lycaen.). Berliner entomologische Zeitschrift. Vol. 1925 (2): 146.
- 1926. Amatiden des Berliner Zoologischen Museums. (Lep.). Berliner entomologische Zeitschrift. Vol. 1926 (2): 113-136.
- 1926. Einige Lithosiiden von Neu-Guinea (Lep.). Berliner entomologische Zeitschrift. Vol. 1926 (4): 335-338.
- 1926. Eine neue afrikanische Drepanide (Lep.). Berliner entomologische Zeitschrift. Vol. 1927 (2): 163-164.
- 1928. Thaumetopoeidae, Notodontidae. In: Seitz, A. (ed.) Die Gross-Schmetterlinge der Erde. Eine Systematische Bearbeitung der bis jetzt bekannten Gross-Schmetterlinge. Die Afrikanischen Spinner und Schwärmer. [Macrolepidoptera of the world. A systematic description of the hitherto known macrolepidoptera. The African spinners and swarmers]. 14:395-400, 401-444.
- 1929. Schmetterlinge oder Lepidoptera. II, Nachtfalter (Heterocera), Macrolepidoptera Jena: Gustav Fischer, 1929. 1-333.
- 1931. Satyridae 1. Lepidopterorum Catalogus. p. 43: 1-43.
- 1931. Satyridae 2. Lepidopterorum Catalogus. p. 46: 1-224.
- 1931. Satyridae 3 (pars ultima). Lepidopterorum Catalogus. p. 48: 1-225.
- 1933. Clytie luteonigra Warr. ssp. seifersi nov. (Lep. Noct.). Berliner entomologische Zeitschrift. Vol. 1933 (1): 127-128.
- 1934. Nototontidae. In: Lepidopterorum Catalogus. 59:46.
- 1935. Noctuidae. In: Seitz, A. (ed.) Die Gross-Schmetterlinge der Erde. 15.
- 1937. Eutelianae (Phlogophorinae). In Seitz, A. (ed.) Die Gross-Schmetterlinge der Erde. 11: 352-365.
- 1937. Gelechiidae. Lepidopterorum Catalogus. p. 79: 1-630.
- 1938. Oecophoridae 1. Lepidopterorum Catalogus. Junk. p. 88: 1-208.
- 1939. Oecophoridae 2. Lepidopterorum Catalogus. Junk. p. 92: 209-476.

- Gemeinsame Normdatei: 1066612749
- International Standard Name Identifier: 0000 0003 6325 3956
- Nationale Bibliotheek van Tsjechië: mub2012677032
- Nederlandse Thesaurus van Auteursnamen: 10893599X
- Système universitaire de documentation: 136765262
- Virtual International Authority File: 228132582
- WorldCat: E39PBJppFvPTqdKYg8WVBjWkXd